# Valentine Kipketer
Valentine Kepkorir Kipketer (5 januari 1993) is een Keniaanse atlete, die is gespecialiseerd in de halve marathon en de marathon.

## Biografie
In 2008 nam Kipketer op vijftienjarige leeftijd deel aan verschillende veldloopwedstrijden, zoals de Eurocross in 2008. In 2009 werd ze derde bij de Discovery Cross Country Championships in Eldoret en werd kampioene van de North Rift Valley.
Haar internationale carrière begon ze in 2010 in Nederland. Ze liep een persoonlijk record van 16.22,83 bij de Fanny Blankers-Koen Games, werd derde bij de 4 Mijl van Groningen en eindigde in de top tien bij de Zevenheuvelenloop.
Haar eerste successen op de halve marathon behaalde Kipketer in 2011. Ze won dat jaar zowel de halve marathon van Moshi als de halve marathon van Berlijn. In datzelfde jaar finishte ze als tweede bij de halve marathon van Zwolle. In 2013 nam ze deel aan het wereldkampioenschap halve marathon, maar moest toen de strijd nog voor de finish staken.
In 2012 maakte Kipketer haar marathondebuut en liep 2:28.02 bij de marathon van Hamburg. In 2013 won ze de marathon van Mumbai en won hiermee $ 55.000 aan prijzengeld. In hetzelfde jaar won ze tevens de marathon van Amsterdam. Met haar finishtijd van 2:23.02 had ze een ruime voorsprong op de nummer twee Serena Burla uit de Verenigde Staten, die in 2:28.01 over de finish kwam.

## Persoonlijke records
Baan
| Onderdeel | Prestatie | Datum        | Plaats   |
| --------- | --------- | ------------ | -------- |
| 1500 m    | 4.19,79   | 26 mei 2010  | Nijmegen |
| 3000 m    | 9.07,5    | 16 juni 2009 | Nairobi  |
| 5000 m    | 16.22,83  | 30 mei 2010  | Hengelo  |

Weg
| Onderdeel      | Prestatie | Datum            | Plaats    |
| -------------- | --------- | ---------------- | --------- |
| 10 km          | 32.01     | 27 november 2011 | New Delhi |
| 15 km          | 48.38     | 27 november 2011 | New Delhi |
| 20 km          | 1:05.33   | 27 november 2011 | New Delhi |
| halve marathon | 1:08.21   | 3 september 2011 | Lille     |
| 25 km          | 1:23.35   | 20 oktober 2013  | Amsterdam |
| 30 km          | 1:40.17   | 20 oktober 2013  | Amsterdam |
| marathon       | 2:23.02   | 20 oktober 2013  | Amsterdam |

## Palmares

### 3000 m
- 2010:  Pliezhausen International - 9.17,12

### 10 km
- 2011:  Stadsloop Appingedam - 33.06,1
- 2011: 4e Tilburg Ten Miles - 32.52
- 2012:  Parelloop - 32.16,0
- 2013: 5e Paderborner Osterlauf - 33.00
- 2013:  Parelloop - 32.16,0

### 15 km
- 2010: 9e Zevenheuvelenloop - 54.43

### halve marathon
- 2011:  halve marathon van Moshi - 1:14.58
- 2011:  halve marathon van Berlijn - 1:10.12
- 2011:  halve marathon van Zwolle - 1:10.53,3
- 2011:  halve marathon van Lille - 1:08.21
- 2012:  halve marathon van Wenen - 1:13.30
- 2013: 4e halve marathon van Berlijn - 1:10.48
- 2013: DNF WK in Moskou
- 2013:  halve marathon van Nairobi - 1:10.36
- 2016:  halve marathon van Nairobi - 1:09.05

### marathon
- 2012: 4e marathon van Hamburg - 2:28.02
- 2013:  marathon van Mumbai - 2:24.33
- 2013:  marathon van Amsterdam - 2:23.02
- 2016:  marathon van Mumbai - 2:34.07
- 2016: 5e marathon van Boston - 2:33.13
- 2016:  Chicago Marathon - 2:23.41
- 2017: 6e Boston Marathon - 2:29.35
- 2018:  marathon van Madrid - 2:30.40

### veldlopen
- 2012:  Lotto Crosscup Hannut - 21.17